# Heimo
Haymo (psáno i Haimo, Heymo, též Imislav; † 1126) byl šestý biskup vratislavský (v letech 1120–1126).
Biskup Heimo pocházel zřejmě z Lotrinska nebo Flander.
Podle tradice z 15. století založil společně s polským knížetem Boleslavem III. Křivoústým kolegiátní kapitulu Nejsvětější Panny Marie v Hlohově (jednoznačně doloženou až roku 1218). Za Heimova episkopátu také vratislavský kastelán a palatin Petr Wlostowic (Wlast) založil a četnými pozemky vybavil první skutečný klášter ve Slezsku: benediktinské opatství svatého Vincence ve vsi Olbíně (polsky Ołbin, německy Elbing) u Vratislavi, osazený mnichy z kláštera v Metách. Biskupský podíl na založení kláštera dokládá zahrnutí jeho jména do klášterního nekrologia.
V roce 1124 projížděl Vratislaví směrem do Pomořan misionář (svatý) Ota z Bamberku. V témže roce, rovněž v souvislosti s christianizací území na sever od vratislavské diecéze, založil papežský legát Jiljí biskupství v Lubuši (německy Lebus, polsky Lubusz) a tím i vymezil severní hranici biskupství vratislavského.